# Sosthenes
Sosthenes je biblická postava, žijící v 1. století po Kristu. Katolickou a pravoslavnou církví je uctíván jako světec.

## Život
Sosthenes je zmíněn v Novém zákoně v 1. listě sv. Pavla Korinťanům. Byl Pavlovým učedníkem a spolupracoval na redakci jeho listů. Nevyřešená je otázka, zda jej lze ztotožnit se stejnojmenným představeným korintské synagogy, který je zmíněn ve Skutcích apoštolů. Je považován za jednoho z dvaasedmdesáti učedníků, o jejichž ustanovení se píše v desáté kapitole Lukášova evangelia. Vzpomínán bývá ve skupině apoštolů dne 4. ledna a samostatně 11. června.